# Supponiamo che dichiarino la guerra e nessuno ci vada
Supponiamo che dichiarino la guerra e nessuno ci vada (Suppose They Gave a War and Nobody Came?) è un film statunitense del 1970 diretto da Hy Averback.
È una commedia drammatica con Brian Keith, Don Ameche, Tony Curtis, Suzanne Pleshette ed Ernest Borgnine. Il titolo Suppose They Gave a War and Nobody Came? deriva da uno slogan americano contro la guerra del Vietnam della sottocultura hippie (reso popolare da Charlotte E. Keyes), in particolare utilizzato nella canzone Zor and Zam dell'album The Birds, The Bees & the Monkees dei Monkees (1968).

## Trama
Il Colonnello Flanders comanda una base militare nel sud degli Stati Uniti. Per migliorare i rapporti con la gente del posto, decide di lanciare un ballo di comunità. Dà l'incarico al maresciallo Nace, i sergenti Gambroni e Jones,  e il capitano Myerson. Un bigotto di nome Billy Joe Davis è un grande uomo in città, sostenuto da Harve, uno sceriffo prepotente. Harve considera una bella barista, Ramona, la sua ragazza. Quando trova Ramona insieme a Gambroni, arresta il sergente Gambroni per atti osceni in luogo pubblico. Nace prende un carro armato dalla base e va in paese con Jones. Billy Joe reagisce chiamando le sue milizie armate. Nace e Jones - nel carro armato - riescono a arrivare in paese.  Devastano la prigione locale e liberano il loro amico Gambroni.

## Produzione
Il film, diretto da Hy Averback su una sceneggiatura di Hal Captain e Don McGuire, fu prodotto da Fred Engel per la American Broadcasting Company e girato, tra le altre location, a Fort Huachuca in Arizona.

## Distribuzione
Il film fu distribuito negli Stati Uniti l'11 settembre 1970 dalla Cinerama Releasing Corporation. Fu poi trasmesso in televisione con il titolo War Games.
Alcune delle uscite internazionali sono state:
- in Svezia il 22 novembre 1971 (Galningar på krigsstigen)
- in Francia il 14 maggio 1975 (Trois réservistes en java)
- in Spagna il 1º giugno 1976 (Esta noche vamos de guerra, in prima TV)
- in Germania il 18 giugno 1994 (Stellt euch vor, es gibt Krieg und keiner geht hin, in prima TV)
- in Polonia (A gdybysmy tak nie poszli na wojne?)
- in Portogallo (Guerra de Malucos)
- in Grecia (Pos tha kanis ton polemo, mister Shannon?)
- in Finlandia (Upseeriopisto)
- in Brasile (Vamos Fazer a Guerra?)
- in Italia (Supponiamo che dichiarino la guerra e nessuno ci vada)

## Critica
Secondo il Morandini nel film è "un po' nebulosa l'intenzione satirica, come farsa in divisa funziona; dà nell'isteria. ".

## Remake
Nel 1984 ne è stato prodotto un remake, Tank con James Garner, Shirley Jones e C. Thomas Howell.